# Зінці
Зінці́ — село в Україні, у Терешківській сільській громаді Полтавського району Полтавської області. До 2017 підпорядковувадось Микільській сільській раді. Населення становить — 856 осіб.

## Географія
Село Зінці розташоване за 1 км від лівого берега річки Ворскла, вище за течією примикає село Терешки, нижче за течією на відстані 0,5 км розташоване село Безручки, на протилежному березі — села Гора та Нижні Млини. Річка в цьому місці звивиста, утворює лимани, стариці та заболочені озера. Село оточене лісовим масивом (сосна).

## Історія
- 12 червня 2020 року, відповідно до розпорядження Кабінету Міністрів України № 721-р «Про визначення адміністративних центрів та затвердження територій територіальних громад Полтавської області», село увійшло до складу Терешківської сільської громади[2].
- 19 липня 2020 року, в результаті адміністративно — територіальної реформи та ліквідації Полтавського району(1925—2020), село увійшло до складу новоутвореного Полтавського району[3].

## Населення

### Мова
Розподіл населення за рідною мовою за даними перепису 2001 року:
| Мова       | Кількість | Відсоток |
| ---------- | --------- | -------- |
| українська | 820       | 95.79%   |
| російська  | 34        | 3.97%    |
| білоруська | 1         | 0.12%    |
| вірменська | 1         | 0.12%    |
| Усього     | 856       | 100%     |

## Транспорт
У селі розташована пасажирський зупинний пункт Зінці на залізничній лінії Полтава Південна — Кременчук, якою здійснюється регулярний рух приміських електропоїздів на Полтаву, Кобеляки та Кременчук.

## Економіка
- Дитячий оздоровчий табір.

## Об'єкти соціальної сфери
- Зінцівський будинок культури.
- Зінцівська публічна бібліотека.

## Відома особа
Кожем'як Андрій Романович — український військовослужбовець, учасник російсько-української війни,
Володимир Кучер — український історик.